# Pennsylvania (Schiff, 1837)
Die Pennsylvania war ein 110-Kanonen-Linienschiff der amerikanischen Marine (United States Navy), das von 1837 bis 1861 in Dienst stand.

## Allgemeines

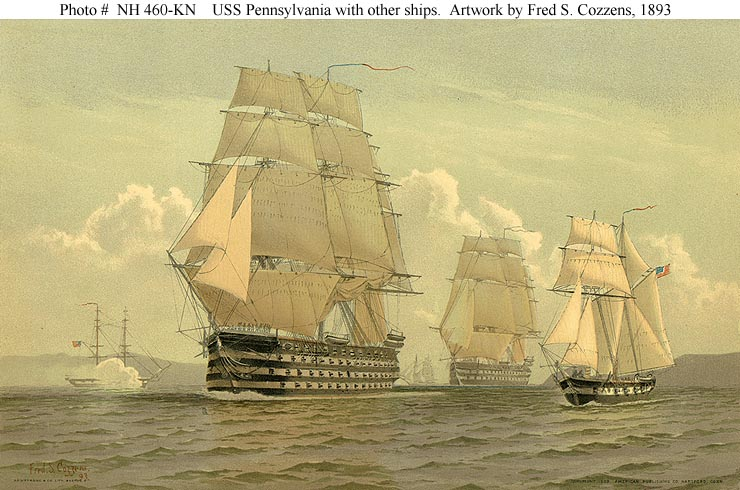
Die Pennsylvania zusammen mit einem Flottenverband.

Das Schiff wurde nach dem US-Bundesstaat Pennsylvania benannt. Sie war das größte Segelkriegsschiff, das je für die Navy gebaut wurde, und das Äquivalent der Linienschiffe 1. Klasse der britischen Royal Navy. Ihre einzige Fahrt führte von der Delaware Bay zur Chesapeake Bay.
Die Pennsylvania war eines der „neun Schiffe mit nicht weniger als 74 Kanonen“, die am 29. April 1816 vom US-Congress autorisiert wurden. Sie wurde von Samuel Humphreys auf der Philadelphia Naval Shipyard geplant und gebaut. Ihr Kiel wurde im September 1821 gelegt, allerdings verhinderte das knappe Budget die Fertigstellung vor dem 18. Juli 1837. Sie hatte 136 Stückpforten.
Die Pennsylvania wurde am 29. November 1837 von ihrem Bauplatz nach Chester (Pennsylvania) verlegt und am nächsten Tag teilweise bemannt. Am 3. Dezember 1837 waren erst 34 ihrer Kanonen an Bord. Sie fuhr flussabwärts nach New Castle (Delaware), wo sie Kanonenlafetten und andere Ausrüstung erhielt, um anschließend im Norfolk Navy Yard ihren Kupferbeschlag zu erhalten. Sie verließ Norfolk am 20. Dezember, entließ den Delaware-Lotsen am 25. und nahm Kurs auf die Virginia Capes. Am 2. Januar 1838 befand sie sich am Trockendock in Norfolk, am selben Tag wurde die Besatzung auf die Columbia versetzt.
Die Pennsylvania blieb bis 1842 im aktiven Dienst, bis sie in ein Wohnschiff im Norfolk Navy Yard umgewandelt wurde. Hier blieb sie bis zum 20. April 1861, als sie abgebrannt wurde, um zu verhindern, dass sie in die Hände der Konföderierten fiel.

## Technische Beschreibung
Die Pennsylvania  war als Batterieschiff mit drei durchgehenden Geschützdecks – inklusive Spardeck vier durchgehenden Geschützdecks (Vierdecker) – konzipiert und hatte eine Länge von 64 Metern, eine Breite von 17,3 Metern und einen Tiefgang von 7,42 Metern bei einer Verdrängung von 3105 Tonnen. Sie war ein Rahsegler mit drei Masten (Fockmast, Großmast und Kreuzmast), lediglich am Kreuzmast befand sich auf der untersten Position (Unterbesansegel) ein Besansegel. Der Rumpf schloss im Heckbereich mit einem Heckspiegel, in den Galerien integriert waren, die in die seitlich angebrachten Seitengalerien mündeten. Die Besatzung hatte eine Stärke von 1100 Mann. Die geplante Bewaffnung bestand aus 110 Kanonen, die sich aber im Laufe ihrer Dienstzeit mehrmals veränderte. Nach der Indienststellung wurden einige Geschütze durch Bombenkanonen ersetzt. Ein Kanonenregister des Marinewaffenamtes von 1846 nennt folgende Bewaffnung:
|      | Unteres Batteriedeck                             | Mittleres Batteriedeck                           | Oberes Batteriedeck                              | Spardeck                            | Kanonen (Geschossgewicht)  |
| ---- | ------------------------------------------------ | ------------------------------------------------ | ------------------------------------------------ | ----------------------------------- | -------------------------- |
| 1846 | 28 × 32-Pfünder-Kanonen 4 × 8-Inch-Bombenkanonen | 30 × 32-Pfünder-Kanonen 4 × 8-Inch-Bombenkanonen | 30 × 32-Pfünder-Kanonen 4 × 8-Inch-Bombenkanonen | 2 × 9-Pfünder-Kanonen 1 × Drehbasse | 103 Geschütze (827,864 kg) |